# Grimaldi (Ventimiglia)
Grimaldi è una frazione di 281 abitanti del comune di Ventimiglia, in provincia di Imperia. È situata presso il confine francese di Ponte San Luigi. Il centro abitato più antico, posto a 220 m s.l.m., prende il nome di Grimaldi Superiore, per distinguerlo dalle case sorte lungo l'Aurelia, che costituiscono Grimaldi Inferiore.

## Storia
L'origine del toponimo Grimaldi deriverebbe da Carlo Grimaldi, cavaliere genovese ed antenato dei futuri principi di Monaco, che, nel corso del 1351, acquistò queste terre comprese tra il vallone della Mortola e Garavano e la sommità della collina. La zona nel corso dei secoli mutò più volte il nome: da "Grimalde" (citato nel 1514) a "Grimaude" (1655), e ancora "Grimardi" nel 1760 fino all'attuale versione di "Grimaldi".
Il 7 dicembre 1944 una pattuglia tedesca della 34. Infanterie-Division, guidata da una spia del luogo, fece irruzione nell'albergo "Vittoria" e vi catturò tre famiglie che vi avevano trovato riparo. I dodici prigionieri vennero poi portati fuori dall'hôtel e quivi fucilati1 Archiviato il 29 dicembre 2022 in Internet Archive..
Storicamente seguì le vicende del capoluogo intemelio.

## Monumenti e luoghi d'interesse

### Architetture religiose
La locale chiesa parrocchiale, situata nel centro storico, è intitolata agli Angeli Custodi; la parrocchia è stata istituita nel 1947.

### Architetture civili
Il castello Voronoff2, o Grimaldi, è sito in corso Mentone 50, nella frazione di Grimaldi Inferiore. Deve la sua notorietà al fatto che vi abitò ed operò per anni il noto chirurgo e ricercatore francese di origine russa Serge Voronoff3.

### Architetture militari
La torre Grimaldi (o torre della Dogana o torre Saracena o anche torre dei Corsi).

### Aree naturali
Nella vicina località dei Balzi Rossi, nella cosiddetta "Grotta dei Fanciulli", oltre ai numerosi Cro-Magnon europoidi alti 1,90 e molto muscolari, il canonico de Villeneuve scoprì nel 1901, a 8,5 m di profondità, due scheletri molto ben conservati di una donna anziana e di un ragazzo, sepolti sotto un ricoprimento dove furono trovati resti degli uomini di Cro-Magnon; tuttavia quei due reperti sembravano molto più antichi e dovevano appartenere per caratteristiche, molto simili a quelle del tipo negroide, ad altra tipologia umana mai rinvenuta nella zona; in studi successivi venne appurato che si trattava di contraffazione eseguita all'epoca per giustificare con un "anello mancante" la discontinuità tra negroidi africani e cro-magnon europei (vedi Balzi Rossi). Inoltre questa civiltà (chiamata "Civiltà Grimaldiana" dal paleontologo Ugo Rellini), simile ma non identica a quella Aurignaciana, usava già il culto dei morti, come dimostrano i resti ivi ritrovati.
A Grimaldi e nei suoi dintorni vi sono aree protette di particolare pregio naturalistico: la parte a sud, lungo l’ultimo tratto di SS1 Aurelia, nella frazione di Mortola Inferiore, ricade in parte nel SIC (Sito d'Importanza Comunitaria) IT 1316118 di Capo Mortola, mentre i sentieri a nord dell'abitato della frazione di Grimaldi Superiore ricadono nel SIC IT 1315717 del Monte Grammondo e del torrente Bevera.
Il sito di Capo Mortola è rappresentato da un lembo di costa in cui la vegetazione naturale ha un carattere “relittuale” nell'ambito di un territorio notevolmente antropizzato, ma che conserva i Giardini botanici Hanbury, un celebre giardino botanico di importanza internazionale.
Il sito di Monte Grammondo e del Torrente Bevera ha un notevole interesse sotto il profilo paesaggistico e per la presenza di significative forme di erosione carsica superficiale. In generale si tratta di un’interessante area di tensione tra dominio mediterraneo e alpino, con significativa presenza di endemismi. Sono presenti habitat di interesse prioritario e la fioritura di orchidee è davvero straordinaria.
Altrettanto interessante è la presenza di stazioni disgiunte di Paeonia officinalis subsp. villosa, specie rara, proposta dalla Regione Liguria per l’inclusione nell'Allegato II della direttiva 92/43
CEE. Sono presenti inoltre diverse specie protette da direttive/convenzioni internazionali. Va evidenziata la presenza di Lacerta lepida (Timon lepidus), specie rarissima in Italia e avente in Liguria il suo limite orientale, per la quale si è proposto il conferimento (per le sole popolazioni italiane) di specie prioritaria. Di grande valore per la rarità in Liguria di questo tipo di ambiente è l’area fluviale denominata “meandri del Bevera”.
Tra gli abitati di Grimaldi e la località francese di Garavan (Mentone) vi è un sentiero denominato Passo della Morte, percorso dall'Ottocento ad oggi da chi voleva e vuole recarsi in Francia senza possedere documenti in regola.

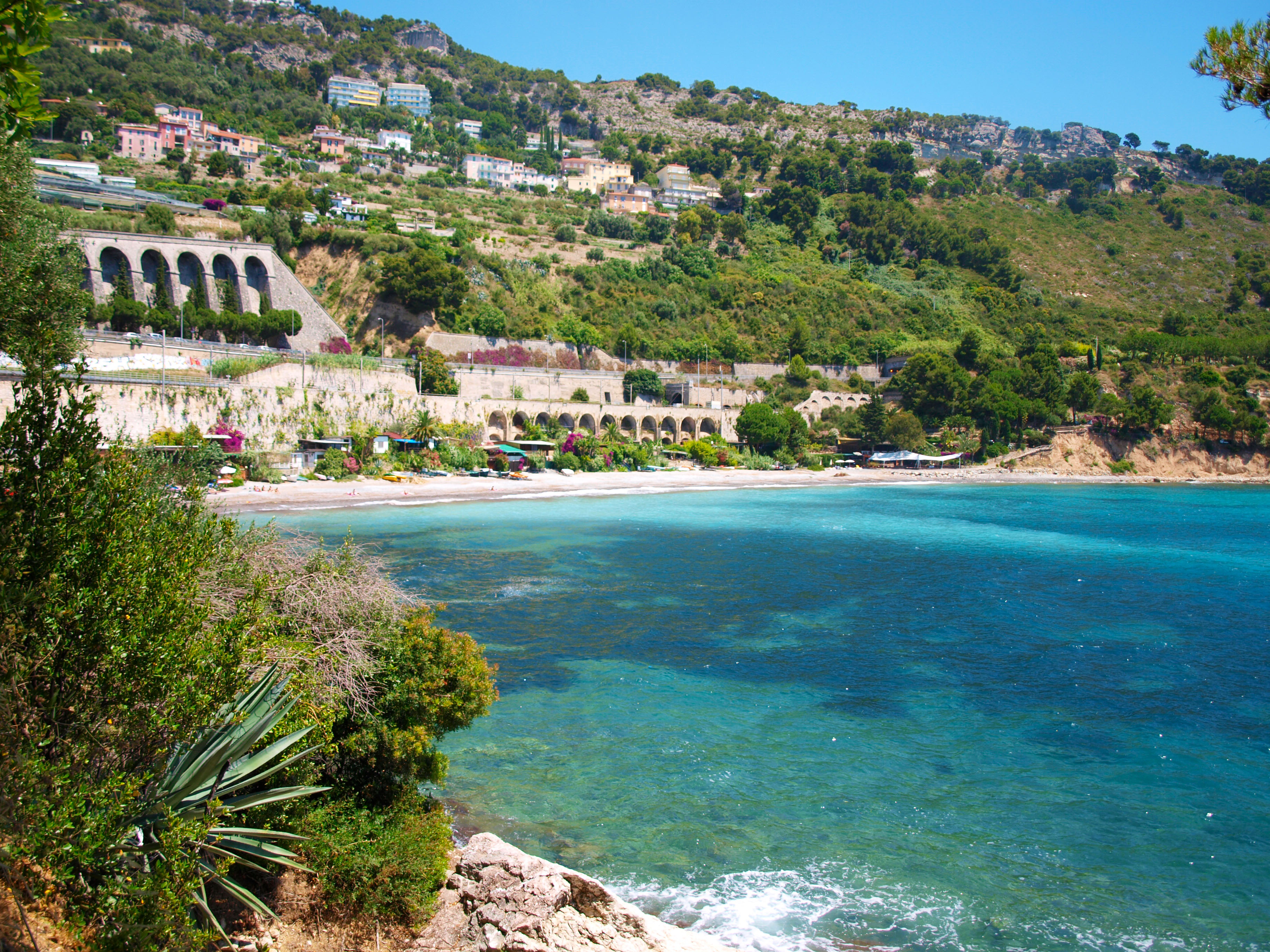
Il Darsanun, spiaggia presso Grimaldi Inferiore